# Eivor Engelbrektsson
Eivor Viola Elvira Engelbrektsson, född 4 september 1914 i Stockholm, död 28 februari 2004 i Kungsholms församling i Stockholm, var en svensk skådespelare.
Engelbrektsson var huvudsakligen engagerad som revyaktris. Hon turnerade med Riksteatern i både sång- och talroller. Hon filmdebuterade 1931 i Paul Merzbachs Falska miljonären, och kom att medverka i drygt 45 filmer. Hon var 1949–1952 gift med Sten Broman och från 1959 med den brittiske affärsmannen Rudolph Kazen (1907–1990).
Hon är begravd på Skogskyrkogården i Stockholm.

## Filmografi
- 1931 – Falska miljonären
- 1932 – Landskamp
- 1932 – Jag gifta mig – aldrig
- 1932 – Modärna fruar
- 1932 – Muntra musikanter
- 1933 – Bomans pojke
- 1933 – Vad veta väl männen
- 1934 – Uppsagd
- 1934 – Fasters millioner
- 1934 – Sången till henne
- 1935 – Under falsk flagg
- 1935 – Äventyr i pyjamas
- 1936 – Stackars miljonärer
- 1937 – Konflikt
- 1937 – Adolf Armstarke
- 1938 – Adolf klarar skivan
- 1938 – Styrman Karlssons flammor
- 1939 – Frun tillhanda
- 1939 – En enda natt
- 1939 – Då länkarna smiddes
- 1940 – Med dej i mina armar
- 1940 – Hennes melodi
- 1940 – En, men ett lejon!
- 1940 – Gentleman att hyra
- 1941 – Fransson den förskräcklige
- 1941 – I natt – eller aldrig
- 1941 – Bara en kvinna
- 1941 – Lärarinna på vift
- 1942 – Livet på en pinne
- 1943 – I dag gifter sig min man
- 1943 – Kvinnor i fångenskap
- 1943 – Det brinner en eld
- 1943 – Herre med portfölj
- 1943 – Som du vill ha mej
- 1944 – Gröna hissen
- 1944 – Appassionata
- 1945 – Moderskapets kval och lycka
- 1948 – Kärlek, solsken och sång
- 1948 – Kvinnan gör mig galen
- 1949 – Skolka skolan
- 1949 – Gatan
- 1952 – Blondie, Biffen och Bananen
- 1952 – Adolf i toppform
- 1953 – Ogift fader sökes
- 1955 – Paradiset
- 1956 – Flamman

## Teater

### Roller (ej komplett)
| År   | Roll                                                 | Produktion                                                                | Regi             | Teater                                  |
| ---- | ---------------------------------------------------- | ------------------------------------------------------------------------- | ---------------- | --------------------------------------- |
| 1936 | Marie, husa hos Haller                               | Kloka gubben (Den kloge mand) Paul Sarauw                                 | Sigurd Wallén    | Södra Teatern                           |
| 1937 | Amalia Lund, anställd på detektivbyrån "Alltid redo" | Här kommer jag (Den mandlige husassistent) Axel Frische och Fleming Lynge | Ragnar Klange    | Folkets hus teater                      |
| 1938 | Britta                                               | Lyckan kommer, revy Alf Henrikson                                         | Sandro Malmquist | Nya Teatern                             |
| 1940 | Zoe St. Mervyn                                       | Vi gentlemän (This Was a Man) Noël Coward                                 | Sandro Malmquist | Nya Teatern                             |
| 1940 | Jo-Jo                                                | Zic-Zac (Don Juans Regenmantel) Gregor Schmitt                            | Sandro Malmquist | Nya Teatern                             |
| 1940 |                                                      | Charleys tant (Charley's Aunt) Brandon Thomas                             | Leif Amble-Naess | Södra teatern, flyttad till Vasateatern |
| 1941 |                                                      | Äventyr på fotvandring (Eventyr paa Fodrejsen) Jens Christian Hostrup     | Nils Johannisson | Riksteatern                             |
| 1943 |                                                      | Roberta Jerome Kern och Otto Harbach                                      | Leif Amble-Naess | Oscarsteatern                           |
| 1948 | Laura Belinder                                       | Gröna hissen (Fair and Warmer) Avery Hopwood                              | Martha Lundholm  | Vasateatern                             |
| 1949 | Medverkande                                          | Om ni behagar, revy Charles Henry, Harry Iseborg och Karl-Ewert           | Werner Ohlson    | Odeonteatern, Stockholm                 |
| 1954 | Medverkande                                          | Arsenik åt alla spetsar, revy Rune Moberg                                 | Gösta Jonsson    | Boulevardteatern                        |